# Los Picapiedra
Los Picapiedra (en inglés, The Flintstones) es una serie de animación de la productora Hanna-Barbera, estrenada por la cadena estadounidense ABC el 30 de septiembre de 1960 y emitida hasta el 1 de abril de 1966, con un total de 166 episodios, además de algunos especiales y películas. Los Picapiedra fue una de las series animadas más exitosas en la historia de la televisión, además de ser una de las caricaturas más influyentes de la era dorada de la animación estadounidense.
La serie se centra en Pedro Picapiedra y Pablo Mármol (Fred Flintstone y Barney Rubble, en inglés), un par de hombres que reflejaban la clase media de la sociedad estadounidense con sus salidas al campo, barbacoas en el jardín, partidas de bolos y un vehículo primitivo, y en sus esposas, Vilma Picapiedra y Betty Mármol, quienes tenían que aguantar las ideas de Pedro y la complicidad obligatoria de Pablo, de donde nunca salían bien. Después de 60 años, la serie aún continua teniendo una audiencia alta en todo el mundo. La acción tiene lugar en un pueblo llamado Piedradura, en una versión ficticia de la Edad de Piedra y con una sociedad idéntica a la de los Estados Unidos a mediados del siglo XX. Es un mundo fantástico en el que los dinosaurios, los tigres dientes de sable, los mamuts y otros animales hoy extintos coexistían con los humanos, quienes usaban tecnología similar a la del siglo XX, pero en la que los animales prehistóricos sustituían a los aparatos eléctricos. Los personajes conducían automóviles formados por troncos de madera (troncomóvil), ruedas de piedra, en los que el motor era sustituido por el empuje de los pies de sus ocupantes. Las vestimentas eran de piel animal. Uno de los recursos humorísticos utilizados en sus aventuras era el empleo de animales en las acciones cotidianas. Un ejemplo es que cuando un personaje tomaba fotografías con una cámara instantánea, se mostraba el interior de esta para ver que era un ave la que realizaba la fotografía picando una roca con su pico. Por lo general, los animales hacían un comentario quejándose del trabajo que realizaban.
Los personajes principales de la serie se conformaban por dos familias que eran las protagonistas: los Picapiedra, formada por Pedro Picapiedra y Vilma Picapiedra, y los Mármol, integrada por Pablo Mármol y Betty Mármol. En episodios posteriores, se agregaron dos personajes más: los bebés Pebbles Picapiedra y Bam Bam Mármol, además de la mascota Dino. Otros personajes recurrentes son el patrón de Pedro, dueño de la cantera, "el Señor Rajuela", Arnoldo el periodiquero, la señora Traka (mamá de Vilma) y el marciano Gazú.

## Historia

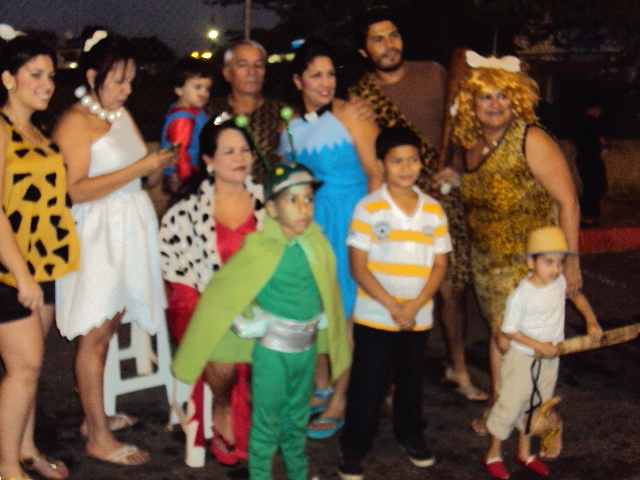
Cosplays de algunos de los personajes de la serie, en Punto Fijo, Venezuela.

Originalmente la serie se iba a llamar en inglés The Flagstones, pero en el último momento el nombre fue cambiado para evitar confusiones por el nombre The Flintstones. 
Los Picapiedra, a pesar de ser un dibujo animado que se supone infantil, trataba temáticas propias de un público adulto: los conflictos laborales, la maternidad (en el caso de los Picapiedra), las siempre complejas relaciones entre suegros y yernos (caso de Pedro con la mamá de Vilma), la ludopatía de Pedro, el consumismo desenfrenado de Vilma y Betty, y el tema más delicado de todos, la infertilidad (en el caso de los Mármol), por la que los Mármol deciden adoptar un niño huérfano (Bam-Bam) al no poder tener uno por sí mismos. Como en el fondo la serie se dirigía a un público adulto, fue presentada por la compañía de cigarrillos Winston durante algún tiempo, y además los personajes aparecieron en varios de sus anuncios televisivos. Por otro lado, Pedro y Vilma fueron la primera pareja televisiva animada en aparecer juntos en cama. 
Fue la primera serie de caricaturas en presentar artistas invitados de moda, tanto músicos como actores. Se pueden reconocer perfectamente las apariciones de Rock Hudson, Cary Grant, Tony Curtis, Ed Sullivan, Alfred Hitchcock... aunque con el nombre o apellido cambiado para apropiarlos a la Edad de Piedra. Tal es el caso de Ann Margret, que en su participación se le llamó Ann Margrock (o Ana Margarroca en español). En otro episodio, Elizabeth Montgomery presta su voz para el personaje de Samantha, prácticamente idéntico al conocido en su serie Bewitched. Samantha fue doblada por la mexicana Caritina González, quien prestó su voz en la versión traducida de Bewitched, "Hechizada".
En 1967 se estrenó el primer largometraje de esta serie animada: El superagente Picapiedra (The Man Called Flintstone). La trama es una parodia de los filmes de James Bond. Pedro, Pablo, Vilma y Betty tienen unas aventuras que los llevan a Euroca y ahí a Rocoma y Piedrís. Todo esto debido a que el agente secreto Piedrid Bond, que es casi el gemelo idéntico de Pedro, está siendo perseguido por un par de malvados, Alí y Bo Bo, quienes creen haberse librado de él arrojándolo de un edificio. Piedrid Bond sólo sufre contusiones y unas fracturas y es llevado al hospital. Mientras tanto, Pedro y Pablo van en su troncomóvil llevando a Dino al veterinario. Pedro choca el troncomóvil y es llevado al mismo hospital donde está Piedrid Bond. El accidente de Pedro es menor y pronto está listo para irse a su casa, pero las cosas se complican cuando el jefe Roquín lo recluta para reemplazar a Piedrid Bond y cumplir con la misión de reunirse en Euroca con Tanya, la bella espía que está dispuesta a traicionar a su jefe, el malvado Ganso Verde y su organización Maldosa, a cambio de conocer al apuesto Piedrid Bond. Desafortunadamente, existen complicaciones con los derechos entre Warner Bros., que es actualmente propietaria de Los Picapiedra, y Sony quien es ahora dueña de la compañía que originalmente distribuyó
la película, Columbia Pictures/Screen Gems.
También hubo dos películas en persona de Los Picapiedra: Los Picapiedra. La película y Los Picapiedra en Rock Vegas (Las Vegas). Hubo otra película titulada Los Picapiedra conocen a los Supersónicos/The Jetsons Meet The Flintstones, donde los Picapiedra iban al futuro de Los Supersónicos y los Supersónicos al pasado de los Picapiedra en una máquina del tiempo.[cita requerida]
El programa mantuvo su récord como la serie animada más larga por mucho tiempo, desde su cancelación en 1966 hasta 1997, año en que la serie fue superada por la famosa serie Los Simpson, inspirada precisamente en ella. Se hacen varias referencias en esta serie, por ejemplo en el capítulo ("Marge contra el Monorrail") se puede ver a Homer cantando, en clara ironía, la famosa canción de entrada de los Picapiedra pero con la letra cambiada.
El compositor del tema musical de la serie fue Hoyt Curtin, y tanto William Hanna como Joseph Barbera escribieron la letra original en inglés.[cita requerida]

## Personajes

### Los Picapiedra
- Pedro Picapiedra
- Vilma Traca de Picapiedra
- Pebbles Picapiedra
- Dino

### Los Mármol
- Pablo Mármol
- Betty Llergo de Mármol
- Bam-Bam Mármol

## Voces originales
- Pedro Picapiedra (Fred Flintstone): Alan Reed
- Vilma Picapiedra (Wilma Flintstone): Jean Vander Pyl
- Pebbles Flintstone: Jean Vander Pyl
- Dino Flintstone: Mel Blanc
- Pablo Mármol (Barney Rubble): Mel Blanc en inglés
- Betty Mármol (Betty Rubble): Bea Benaderet
- Bam Bam Mármol: Don Messick
- Señor Rajuela: John Stephenson
- Gazu: Harvey Korman

## Lista de episodios

### Primera temporada (1960-1961)
| Nombre original                                                  | Nombre                                 | Fecha de lanzamiento original |
| ---------------------------------------------------------------- | -------------------------------------- | ----------------------------- |
| The Flintstone Flyer                                             | El Pica-Avión                          | 30 de septiembre de 1960      |
| Hot Lips Hannigan                                                | Noche de Parranda                      | 7 de octubre de 1960          |
| The Swimming Pool                                                | La piscina                             | 14 de octubre de 1960         |
| No Help Wanted                                                   | No se Busca Ayuda                      | 21 de octubre de 1960         |
| The Split Personality                                            | La doble personalidad                  | 28 de octubre de 1960         |
| The Monster from the Tar Pits                                    | El monstruo del lago de brea           | 4 de noviembre de 1960        |
| The Babysitters                                                  | Las niñeras                            | 11 de noviembre de 1960       |
| At the Races                                                     | En Las Carreras                        | 18 de noviembre de 1960       |
| The Engagement Ring                                              | El anillo de compromiso                | 25 de noviembre de 1960       |
| Hollyrock, Here I Come                                           | Hollyrock, allá vamos/Artistas famosos | 2 de diciembre de 1960        |
| The Golf Champion                                                | El campeón de golf                     | 9 de diciembre de 1960        |
| The Sweepstakes Ticket                                           | El boleto de la lotería                | 16 de diciembre de 1960       |
| The Drive-In                                                     | El Restaurante                         | 23 de diciembre de 1960       |
| The Prowler                                                      | El intruso                             | 30 de diciembre de 1960       |
| The Girls' Night Out                                             | La noche de las chicas                 | 6 de enero de 1961            |
| Arthur Quarry's Dance Class                                      | Clases de Danza con Arturo Murrieta    | 13 de enero de 1961           |
| The Big Bank Robbery                                             | El gran robo al banco                  | 20 de enero de 1961           |
| The Snorkasaurus Hunter                                          | Los cazadores                          | 27 de enero de 1961           |
| The Hot Piano                                                    | El piano ardiente                      | 3 de febrero de 1961          |
| The Hypnotist                                                    | El hipnotizador                        | 10 de febrero de 1961         |
| Love Letters on the Rocks (a.k.a. Love Letters Written on Rocks) | Cartas de amor sobre las rocas         | 17 de febrero de 1961         |
| The Tycoon                                                       | El magnate                             | 24 de febrero de 1961         |
| The Astr'nuts                                                    | Los astrolocos                         | 3 de marzo de 1961            |
| The Long, Long Weekend                                           | El largo, largo fin de semana          | 10 de marzo de 1961           |
| In the Dough                                                     | En la masa                             | 17 de marzo de 1961           |
| The Good Scout                                                   | El buen explorador                     | 24 de marzo de 1961           |
| Rooms for Rent                                                   | Cuartos en renta                       | 31 de marzo de 1961           |
| Fred Flintstone--Before and After                                | Pedro Picapiedra, Antes y Después      | 7 de abril de 1961            |

### Segunda temporada (1961-1962)
| Nombre original                                         | Nombre                  | Fecha de lanzamiento original |
| ------------------------------------------------------- | ----------------------- | ----------------------------- |
| The Hit Song Writers                                    | Compositores Exitosos   | 15 de septiembre de 1961      |
| Droop Along Flintstone                                  | Viva el Rancho          | 22 de septiembre de 1961      |
| The Missing Bus                                         | Se Busca Chófer         | 29 de septiembre de 1961      |
| Alvin Brickrock Presents (a.k.a. Al Brickrock Presents) | Pedro Detective         | 6 de octubre de 1961          |
| Fred Flintstone Woos Again                              | La Segunda Luna de Miel | 13 de octubre de 1961         |
| The Rock Quarry Story                                   | Invitado Famoso         | 20 de octubre de 1961         |
| The Soft Touchables                                     | Un Toque Suave          | 27 de octubre de 1961         |
| Flintstone of Prinstone                                 | Pedro Universitario     | 3 de noviembre de 1961        |
| The Little White Lie                                    | Una Mentira Inofensiva  | 10 de noviembre de 1961       |
| Social Climbers                                         | Alta Sociedad           | 17 de noviembre de 1961       |
| The Beauty Contest                                      | El concurso de belleza  | 1 de diciembre de 1961        |
| The Masquerade Ball                                     | La Fiesta de Disfraces  | 8 de diciembre de 1961        |
| The Picnic                                              | Día del Campo           | 15 de diciembre de 1961       |
| The House Guest                                         | Los Huéspedes           | 22 de diciembre de 1961       |
| The X-Ray Story                                         | Los Rayos X             | 29 de diciembre de 1961       |
| The Gambler                                             | Apostador 217           | 5 de enero de 1962            |
| A Star is Almost Born                                   | Casi Nace una Estrella  | 12 de enero de 1962           |
| The Entertainer                                         | Relaciones Públicas     | 19 de enero de 1962           |
| Wilma's Vanishing Money                                 | Los Ahorros de Vilma    | 26 de enero de 1962           |
| Feudin' and Fussin'                                     | Líos entre Amigos       | 2 de febrero de 1962          |
| Impractical Joker                                       | Los Bromistas           | 9 de febrero de 1962          |
| Operation Barney                                        | Operación Inesperada    | 16 de febrero de 1962         |
| The Happy Household                                     | Hogar Dulce Hogar       | 23 de febrero de 1962         |
| Fred Strikes Out                                        | Fracaso Inevitable      | 2 de marzo de 1962            |
| This is Your Lifesaver                                  | Salvando Vidas          | 9 de marzo de 1962            |
| Trouble-in-Law                                          | La Suegra               | 16 de marzo de 1962           |
| The Mailman Cometh                                      | Persiguiendo al Cartero | 23 de marzo de 1962           |
| The Rock Vegas Caper                                    | Vacaciones Frustradas   | 30 de marzo de 1962           |
| Divided We Sail                                         | El Barco de la Suerte   | 6 de abril de 1962            |
| Kleptomania Caper                                       | Pablo en Apuros         | 13 de abril de 1962           |
| Latin Lover                                             | El Rompecorazones       | 20 de abril de 1962           |
| Take Me Out of the Ball Game                            | El Àrbitro              | 27 de abril de 1962           |

### Tercera temporada (1962-1963)
| Nombre original                                            | Nombre                               | Fecha de lanzamiento original |
| ---------------------------------------------------------- | ------------------------------------ | ----------------------------- |
| Dino Goes Hollyrock                                        | Dino Va a Hollyrock                  | 14 de septiembre de 1962      |
| Fred's New Boss                                            | El nuevo jefe de Pedro               | 21 de septiembre de 1962      |
| Invisible Barney (a.k.a. Barney the Invisible)             | Pablo Invisible                      | 28 de septiembre de 1962      |
| Bowling Ballet (a.k.a. Rush in Ballet)                     | El Ballet de Boliche                 | 5 de octubre de 1962          |
| The Twitch                                                 | Sacudón                              | 12 de octubre de 1962         |
| Here's Snow in Your Eyes (a.k.a. Here's Snow in Your Face) | Hay Nieve en tus Ojos                | 19 de octubre de 1962         |
| The Buffalo Convention                                     | La Convención de los Búfalos Mojados | 26 de octubre de 1962         |
| The Little Stranger (a.k.a. The Little Visitor)            | Pequeño Forastero                    | 2 de noviembre de 1962        |
| Baby Barney                                                | El Bebé Pablo                        | 9 de noviembre de 1962        |
| Hawaiian Escapade                                          | Escapada Hawaiana                    | 16 de noviembre de 1962       |
| Ladies Day                                                 | Día Femenino                         | 23 de noviembre de 1962       |
| Nuthin' But the Tooth                                      | Nada más que Dientes                 | 30 de noviembre de 1962       |
| High School Fred                                           | Pedro Va a Secundaria                | 7 de diciembre de 1962        |
| Dial S for Suspicion                                       | Marque S para Sospecha               | 14 de diciembre de 1962       |
| Flash Gun Freddie                                          | Pedrito Fotógrafo                    | 21 de diciembre de 1962       |
| The Kissing Burglar                                        | Besando a un Ladrón                  | 4 de enero de 1963            |
| Wilma, the Maid                                            | Vilma, La Mucama                     | 11 de enero de 1963           |
| The Hero                                                   | El Héroe                             | 18 de enero de 1963           |
| The Surprise                                               | La Sorpresa                          | 25 de enero de 1963           |
| Mother-in-Law's Visit                                      | Visita a la Suegra                   | 1 de febrero de 1963          |
| Foxy Grandma                                               | Abuela Delincuente                   | 8 de febrero de 1963          |
| Fred's New Job                                             | El Nuevo Empleo de Pedro             | 15 de febrero de 1963         |
| The Blessed Event (a.k.a. Dress Rehearsal)                 | Ensayo del Vestido                   | 22 de febrero de 1963         |
| Carry On, Nurse Fred                                       | Adelante, Pedro Enfermero            | 1 de marzo de 1963            |
| Ventriloquist Barney                                       | Pablo el Ventrílocuo                 | 8 de marzo de 1963            |
| The Big Move                                               | La Gran Jugada                       | 15 de marzo de 1963           |
| Swedish Visitors                                           | Los Visitantes Suecos                | 29 de marzo de 1963           |
| The Birthday Party                                         | La fiesta de Cumpleaños              | 5 de abril de 1963            |

### Cuarta temporada (1963-1964)
| Nombre original                           | Nombre                     | Fecha de lanzamiento original |
| ----------------------------------------- | -------------------------- | ----------------------------- |
| Ann-Margrock Presents                     | El show de Ana Margaroca   | 19 de septiembre de 1963      |
| Groom Gloom                               | Bodas de Pesadilla         | 26 de septiembre de 1963      |
| Little Bamm-Bamm                          | El Pequeño Bam-Bam         | 3 de octubre de 1963          |
| Dino Disappears                           | Dino desaparece            | 10 de octubre de 1963         |
| Fred's Monkeyshines                       | Los lentes locos           | 17 de octubre de 1963         |
| The Flintstone Canaries                   | Picapiedra cantores        | 24 de octubre de 1963         |
| Glue for Two                              | Juntos y Pegados           | 31 de octubre de 1963         |
| Big League Freddie                        | El Astro del Béisbol       | 7 de noviembre de 1963        |
| Old Lady Betty                            | Betty la viejecita         | 14 de noviembre de 1963       |
| Sleep On, Sweet Fred                      | Duerme tranquilo Pedro     | 21 de noviembre de 1963       |
| Kleptomaniac Pebbles                      | Pebbles la Cleptómana      | 28 de noviembre de 1963       |
| Daddy's Little Beauty                     | Reina de belleza           | 5 de diciembre de 1963        |
| Daddies Anonymous                         | Padres Anónimos            | 12 de diciembre de 1963       |
| Peek-a-Boo Camera                         | Cámara escondida           | 19 de diciembre de 1963       |
| Once Upon a Coward                        | Erase una vez un cobarde   | 26 de diciembre de 1963       |
| Ten Little Flintstones                    | Las diez copias de Pedro   | 2 de enero de 1964            |
| Fred El Terrifico                         | Pedro el increíble         | 9 de enero de 1964            |
| Bedrock Hillbillies (a.k.a. The Hatrocks) | Los Rústicos de Piedradura | 16 de enero de 1964           |
| Flintstone and the Lion                   | Los Picapiedra y el León   | 23 de enero de 1964           |
| Cave Scout Jamboree                       | Reunión de exploradores    | 30 de enero de 1964           |
| Room for Two                              | Habitación Para Dos        | 6 de febrero de 1964          |
| Ladies Night at the Lodge                 | Noche de Chicas            | 13 de febrero de 1964         |
| Reel Trouble                              | Película de criminales     | 20 de febrero de 1964         |
| Son of Rockzilla                          | Pedro Rocozilla            | 27 de febrero de 1964         |
| Bachelor Daze                             | Soltero y sin dinero       | 5 de marzo de 1964            |
| Operation Switchover                      | Pedro amo de casa          | 12 de marzo de 1964           |

### Quinta temporada (1964-1965)
| Nombre original                    | Nombre                          | Fecha de lanzamiento original |
| ---------------------------------- | ------------------------------- | ----------------------------- |
| Hop Happy                          | Un héroe saltarín               | 17 de septiembre de 1964      |
| Monster Fred                       | Pedro el monstruo               | 24 de septiembre de 1964      |
| Itty Bitty Freddy                  | Pedrito pequeñito               | 1 de octubre de 1964          |
| Pebbles' Birthday Party            | El cumpleaños de Pebbles        | 8 de octubre de 1964          |
| Bedrock Rodeo Round-Up             | Gran rodeo de Piedradura        | 15 de octubre de 1964         |
| Cinderellastone                    | Cuento de hadas                 | 22 de octubre de 1964         |
| A Haunted House is Not a Home      | La casa embrujada               | 29 de octubre de 1964         |
| Dr. Sinister                       | La isla fortificada             | 5 de noviembre de 1964        |
| The Gruesomes                      | Vecinos Extraños                | 12 de noviembre de 1964       |
| The Most Beautiful Baby in Bedrock | El bebé más bello de Piedradura | 19 de noviembre de 1964       |
| Dino and Juliet                    | Dino y Julieta                  | 26 de noviembre de 1964       |
| King for a Night                   | Rey por una noche               | 3 de diciembre de 1964        |
| Indianrockolis 500                 | La Carrera                      | 10 de diciembre de 1964       |
| Adobe Dick                         | Cazadores de Ballenas           | 17 de diciembre de 1964       |
| Christmas Flintstone               | La Navidad de los Picapiedra    | 25 de diciembre de 1964       |
| Fred's Flying Lesson               | Pedro el piloto                 | 1 de enero de 1965            |
| Fred's Second Car                  | El auto del Gánster             | 8 de enero de 1965            |
| Time Machine                       | La máquina del tiempo           | 15 de enero de 1965           |
| The Hatrocks and The Gruesomes     | Visitantes y vecinos            | 22 de enero de 1965           |
| Moonlight and Maintenance          | Pedro el portero                | 29 de enero de 1965           |
| Sheriff for a Day                  | Alguacil por un día             | 5 de febrero de 1965          |
| Deep in the Heart of Texarock      | Pedro y Pablo vaqueros          | 12 de febrero de 1965         |
| The Rolls Rock Caper               | Los investigadores              | 19 de febrero de 1965         |
| Superstone                         | Superpiedra                     | 26 de febrero de 1965         |
| Fred Meets Hercurock               | Pedro el actor de cine          | 5 de marzo de 1965            |
| Surfin' Fred                       | Pedro surfista                  | 12 de marzo de 1965           |

### Sexta temporada (1965-1966)
| Nombre original                                          | Nombre                                       | Fecha de lanzamiento original |
| -------------------------------------------------------- | -------------------------------------------- | ----------------------------- |
| No Biz Like Show Biz                                     | No hay negocio como el mundo del espectáculo | 17 de septiembre de 1965      |
| The House That Fred Built                                | La casa que Pedro se construyó               | 24 de septiembre de 1965      |
| The Return of Stony Curtis (a.k.a. Stoney Curtis Story)  | El Regreso de Tony Cutis                     | 1 de octubre de 1965          |
| Disorder in the Court                                    | Desorden en la corte                         | 8 de octubre de 1965          |
| Circus Business                                          | El negocio del circo                         | 15 de octubre de 1965         |
| Samantha                                                 | Samantha                                     | 22 de octubre de 1965         |
| The Great Gazoo                                          | El Gran Gazoo                                | 29 de octubre de 1965         |
| Rip Van Flintstone                                       | Anciano Picapiedra                           | 5 de noviembre de 1965        |
| The Gravelberry Pie King                                 | El Rey del pastel de piedramoras             | 12 de noviembre de 1965       |
| The Stonefinger Caper                                    | El asunto Piedradedo                         | 19 de noviembre de 1965       |
| The Masquerade Party                                     | La fiesta de disfraces                       | 26 de noviembre de 1965       |
| Shinrock-a-Go-Go                                         | Tibiarroca a Go Go                           | 3 de diciembre de 1965        |
| Royal Rubble                                             | El Soberano Mármol                           | 10 de diciembre de 1965       |
| Seeing Doubles                                           | Viendo dobles                                | 17 de diciembre de 1965       |
| How to Pick a Fight with Your Wife Without Really Trying | Cómo elegir una pelea contigo                | 7 de enero de 1966            |
| Fred Goes Ape                                            | Pedro se transforma en mono                  | 14 de enero de 1966           |
| The Long, Long, Long Weekend                             | El largo, largo, largo fin de semana         | 21 de enero de 1966           |
| Two Men on a Dinosaur                                    | Dos hombres en un dinosaurio                 | 4 de febrero de 1966          |
| The Treasure of Sierra Madrock                           | El Tesoro de Sierra Madroca                  | 11 de febrero de 1966         |
| Curtain Call at Bedrock                                  | Función teatral en Piedradura                | 18 de febrero de 1966         |
| Boss for a Day                                           | Jefe por un día                              | 25 de febrero de 1966         |
| Fred's Island                                            | La Isla de Pedro                             | 4 de marzo de 1966            |
| Jealousy                                                 | Celos                                        | 11 de marzo de 1966           |
| Dripper                                                  | Saltarina                                    | 18 de marzo de 1966           |
| My Fair Freddy                                           | Buenos modales para Pedro                    | 25 de marzo de 1966           |
| The Story of Rocky's Raiders                             | La historia de los Caballeros del Aire       | 1 de abril de 1966            |

## Series relacionadas
El éxito de Los Picapiedra dio origen a otras series animadas, como Caverniños y Los Pequeños Picapiedra, donde se incluía el personaje superhéroe llamado Capitán Cavernícola y a su hijo.[cita requerida]
La lista de series animadas derivadas de la original de la década de los 60 es (con su nombre en inglés):
- The Flintstones (1960-1966)
- The Pebbles and Bamm-Bamm Show (1971-1972)
- The Flintstone Comedy Hour (1972-1973)
- The Flintstone Comedy Show (1973-1974)
- Fred Flintstone and Friends (1977-1978)
- The New Fred and Barney Show (1979)
- Fred and Barney Meet the Thing (1979)
- Fred and Barney Meet the Shmoo (1979-1980)
- The Flintstone Comedy Show (1980-1982)
- The Flintstone Funnies (1982-1984)
- The Flintstone Kids (1986-1988)
- Dino: World Premiere Toons - featuring "Stay Out!" (1995) and "The Great Egg-Scape" (1997)
- Cave Kids: Pebbles & Bamm-Bamm (1996)
- Yabba-Dabba Dinosaurs (2020)[6]

## Especiales animados en televisión
- A Flintstone Christmas (1977)
- The Flintstones: Little Big League (1978)
- The Flintstones Meet Rockula and Frankenstone (1979)
- The Flintstones' New Neighbors (1980)
- The Flintstones: Fred's Final Fling (1980)
- The Flintstones: Wind-Up Wilma (1981)
- The Flintstones: Jogging Fever (1981)
- The Flintstones' 25th Anniversary Celebration (1986)
- The Flintstone Kids' "Just Say No" Special (1988)
- Hanna-Barbera's 50th: A Yabba Dabba Doo Celebration (1989)

## Películas animadas en televisión
- The Jetsons Meet the Flintstones (1987)
- I Yabba-Dabba Do! (1993)
- Hollyrock-a-Bye Baby (1993)
- A Flintstone Family Christmas (1993)
- A Flintstones Christmas Carol (1994)
- The Flintstones: On the Rocks (2001)

## Películas animadas directas en DVD
- The Flintstones & WWE: Stone Age SmackDown! (2015)

## Los Picapiedra en el cine
- En 1994, el director Brian Levant, junto con el productor Steven Spielberg, con guion de Tom S. Parker, llevaron al cine a los Picapiedra, una película en imagen real. Se trata de un film de 91 minutos de duración con el siguiente reparto: John Goodman, Elizabeth Perkins, Rick Moranis, Rosie O'Donnell, Kyle MacLachlan, Halle Berry, Dann Florek y Elizabeth Taylor. Como dato curioso, en los títulos de crédito se menciona el nombre del productor como «Steven Spielrock».
- En 2000, Brian Levant, esta vez bajo la producción de Bruce Cohen, llevó al cine otra película en imagen real, titulada Los Picapiedra en Viva Rock Vegas.